# Усть-Каменка (Алтайский край)
Усть-Ка́менка — посёлок в Залесовском районе Алтайского края. Входит в состав Тундрихинского сельсовета.

## География
Посёлок находится на реке Каменка. Расстояние до районного центра Залесово — 10 км; до краевого центра Барнаула — 86 км.

## Население
В посёлке на 03.12.2019 существуют 2 жилых дома, в которых проживают 6 человек.
| 1997 | 1998 | 1999 | 2000 | 2001 | 2002 | 2003 |
| ---- | ---- | ---- | ---- | ---- | ---- | ---- |
| 30   | ↗32  | ↗40  | ↘38  | →38  | ↘24  | ↗25  |
| 2004 | 2005 | 2006 | 2007 | 2008 | 2009 | 2010 |
| ↗32  | ↗33  | ↘27  | ↘22  | ↘17  | ↘16  | ↘15  |
| 2011 | 2012 | 2013 |      |      |      |      |
| ↘14  | ↘9   | ↘7   |      |      |      |      |

## История
Деревня Каменка (Шмакова, Каменская, Усть-Каменка) была образована беглыми старообрядцами, входила в состав Белоярской слободы. Деревня относилась к Свято-Никольскому приходу.
В 1891 году образована Залесовская волость, в которую вошли деревни: Захарово, Усть-Каменка, Калиновка, Филиппово, Шатуново, Никольское, Покровка, Переборная, Воронино, Тундриха.